# 伊号第四十潜水艦
伊号第四十潜水艦（いごうだいよんじゅうせんすいかん、旧字体：伊號第四十潜水艦）は、大日本帝国海軍が用いた伊四十型潜水艦（巡潜乙型改一）の1番艦。ただし、艦艇類別等級別表においては伊十五型潜水艦の21番艦。

## 艦歴
1941年（昭和16年）の昭和17年度計画（マル急計画）により、呉海軍工廠で1942年3月18日起工。8月20日には横須賀鎮守府籍となり、、艦艇類別等級別表に記載された。1942年11月10日進水、1943年7月31日に竣工した。訓練部隊の第一艦隊第11潜水戦隊に編入され、訓練に従事。
10月31日、伊40は第2潜水隊へ配属。
11月13日、伊40は横須賀を出港し、トラック島に向かう。11月19日にトラックに到着し、補給を受けた後の11月22日にマキン島方面へ向かうべくトラック島を出港していくのを最後に消息不明となる。
アメリカ軍に撃沈の記録がないため、事故による沈没の可能性もある。艦長の渡辺勝次少佐以下乗員97名全員行方不明(戦死認定)。
1944年（昭和19年）2月21日にギルバート諸島方面で沈没と認定され、4月30日に除籍された。

## 歴代艦長
※『艦長たちの軍艦史』413頁による。

### 艤装員長
1. 不詳

### 艦長
1. 渡辺勝次 少佐：1943年7月31日 - 1944年2月21日